# Ultraman Jack
Ultraman Jack (ウルトラマンジャック?, Urutoraman Jakku), anche conosciuto come Nuovo Ultraman (新ウルトラマン?, Shin Urutoraman), è un personaggio televisivo immaginario protagonista della serie televisiva Kaettekita Ultraman.

## Caratteristiche
A prima vista, Jack sembra identico al primo Ultraman, ma la parte rossa del suo corpo è posizionata diversamente, con alcune strisce di contorno.
Ultraman Jack non ha bisogno di strumenti per trasformarsi, Hideki Go semplicemente alza la mano verso il cielo durante momenti di pericolo.
- Altezza: 40 metri.
- Peso:15 000 tonnellate.
- Ospite umano: Hideki Go.
- Velocità in volo: Mach 5.
- Luogo di origine: Terra Della Luce, nella Nebulosa M78.

Armi e poteri
- Raggio Specium (Specium Kousen): formando una croce con le braccia, Jack spara il suo Raggio Specium che è molto simile a quello di Ultraman Hayata (il primo Ultraman) e anche questo Specium è capace di distruggere i mostri in un solo colpo.
- Ultra Slash: Jack lancia dalle mani dei dischi di energia seghettati, capaci di tagliare facilmente i mostri.
- Ultra Bracelet: un bracciale donatagli da Ultraseven. Questo braccialo può trasformarsi nell'Eye Slugger di Ultraseven, in una lancia, in uno scudo, in un deflettore di energia e anche uno strumento curativo.
- Cinerama Shot: un raggio più potente dello Specium che Jack spara quando forma una L con le braccia.
- Fog Beam: Jack spara un raggio dalla mano quando mette l'altro braccio sopra di essa, non è molto potente.
- Eye Beam: i classici raggi ottici.
- Ultra Barrier: una barriera di energia capace di respingere uno Tsunami.
- Ultra Frost: Jack spara un vapore congelante dalle mani.
- Body Spark: Jack emette delle scariche elettriche tramite il suo tocco.
- Palm Fireball: Jack spara delle sfere di energia dalle mani.
- Jack Chop: le mani di Jack, con un colpo netto, possono tagliare anche le creature dalla pelle molto coriacea, come il kaiju Black King.